# Colletes laevifrons
Colletes laevifrons is een vliesvleugelig insect uit de familie Colletidae. De wetenschappelijke naam van de soort is voor het eerst geldig gepubliceerd in 1894 door Morawitz.